# Woolston (Oswestry Rural)
Woolston – przysiółek w Anglii, w hrabstwie Shropshire. Woolston jest wspomniana w Domesday Book (1086) jako Osuluestune.